# 岩崎良美 SINGLESコンプリート
『岩崎良美 SINGLESコンプリート』（いわさきよしみ シングルスコンプリート）は、岩崎良美の ベスト・アルバム。2007年8月17日にポニーキャニオンよりリリースされた。

## 解説
- キャニオンレコードから発売された岩崎良美の全シングルを収録した2枚組コンプリート盤。 CBSソニーより発売された「硝子のカーニバル」をベスト盤に収録したのは本作品が初めてである。
- ボーナストラックとしてシングルのカップリング3曲と「涼風 (ぼくらのベストVersion)」を収録。

## 収録曲

### Disc-1
1. 赤と黒　
  - 作詞:なかにし礼 作曲:芳野藤丸 編曲:大谷和夫
2. 涼風
  - 作詞:来生えつこ 作曲:芳野藤丸 編曲:大谷和夫
3. あなた色のマノン　
  - 作詞:なかにし礼 作曲:芳野藤丸 編曲:大谷和夫
4. I THINK SO　
  - 作詞:岡田冨美子 作曲:網倉一也 編曲:船山基紀
5. 四季
  - 作詞:丹羽しげお 作曲・編曲:佐藤準
6. LA WOMAN　
  - 作詞:大津あきら 作曲: 南佳孝 編曲:船山基紀
7. ごめんねDarling　
  - 作詞・作曲:尾崎亜美 編曲:鈴木茂
8. 愛してモナムール
  - 作詞:安井かずみ 作曲:加藤和彦 編曲:清水信之
9. どきどき旅行
  - 作詞:安井かずみ 作曲:加藤和彦 編曲:清水信之
10. マルガリータガール　
  - 作詞:安井かずみ 作曲:加藤和彦 編曲:清水信之
11. Vacance
  - 作詞:青木茗 作曲:パンタ 編曲:清水信之
12. 化粧なんて似合わない　
  - 作詞・作曲:尾崎亜美 編曲:鈴木茂
13. 恋ほど素敵なショーはない
  - 作詞:売野雅勇 作曲:梅垣達志 編曲:大村雅朗
14. ラストダンスには早過ぎる
  - 作詞:売野雅勇 作曲:上久保純 編曲:大村雅朗
15. 月の浜辺
  - 作詞・作曲:尾崎亜美 編曲:大村雅朗
16. オシャレにKiss me
  - 作詞:売野雅勇 作曲:山川恵津子 編曲:大村雅朗

### Disc-2
1. プリテンダー
  - 作詞:売野雅勇 作曲:井上大輔 編曲:井上鑑
2. 愛はどこに行ったの
  - 作詞:康珍化 作曲:林哲司 編曲:大村雅朗
3. くちびるからサスペンス
  - 作詞:康珍化 作曲・編曲:林哲司
4. ヨコハマHeadlight
  - 作詞:康珍化 作曲・編曲:林哲司
5. タッチ
  - 作詞:康珍化 作曲・編曲:芹澤廣明
6. 愛がひとりぼっち
  - 作詞:康珍化 作曲・編曲:芹澤廣明
7. チェッ!チェッ!チェッ!
  - 作詞:康珍化 作曲・編曲:芹澤廣明
8. 情熱物語
  - 作詞:康珍化 作曲・編曲:芹澤廣明
9. ONLY HE
  - 作詞・作曲: Andrew Lloyd Webber -Richard Stilgoe 訳詞:高柳恋  編曲:武部聡志
10. オ・ニ・ヴァ（ON Y VAS）
  - 作詞・作曲:Steve Singer -Peter Van Aste -Margaret Harris 訳詞:高柳恋 編曲:杉山卓夫
11. 硝子のカーニバル　
  - 作詞:横山武 作曲:都志見隆 編曲:中村哲
12. 言い訳 -A GOOD EXCUSE-  (Bonus Track)
  - 作詞:戸張郁子 作曲・編曲: Christpher Currell
13. 君がいなければ(Bonus Track)
  - 作詞:康珍化 作曲・編曲:芹澤廣明
14. 青春  (Bonus Track)
  - 作詞:康珍化 作曲・編曲:芹澤廣明
15. 涼風 (ぼくらのベストVersion)  (Bonus Track)
  - 作詞:来生えつこ 作曲:芳野藤丸 編曲:大谷和夫